# Генрик Денгофф
Генрик Денгофф (*Henryk Denhoff, д/н — після 1626) — державний діяч, дипломат Речі Посполитої.

## Життєпис
Походив з німецького шляхетського роду Денгоффів власного гербу. Син Отто Денгоффа, старости адзельського, і Урсули фон Бер. Замолоду можливо перейшов до католицтва.
У 1616 році призначається королівським секретарем. 1618 року брав участь в підготовці статей Деулінського перемир'я між Річчю Посполитою й Московським царством.
У 1623 році входив до групи комісарів, що уклало перемир'я під час третьої польсько-шведської війни (за іншою, менш правдоподібною версією, це був інший Генрик Денгофф). Невдовзі отримав староство динабурзьке. Остання згадка сягає 1626 року.

## Родина
Дружина — Анна Марія фон Нольде.
- Отто, аббат в Пельпліні
- Генрик (д/н — бл. 1667), староста старогардський
- Теодор (д/н — 1678), підкоморій великий коронний
- Магдалена, дружина Кристіана фон Майбеля
- Ян (д/н—після 1660), староста старогардський